# Radovan Hiršl
Radovan Hiršl (Zagreb, 1946 — Cirih, 2015) bio je jedan od najznačajnijih predstavnika beogradske underground umetničke scene sedamdesetih i osamdesetih godina 20.veka. Studirao je na Fakultetu likovnih umetnosti u Beogradu gde je nakon postdiplomskih studija stekao zvanje magistra likovnih umetnosti 1981. godine. Na 24. Oktobarskom salonu 1983. godine, dobitnik je prve nagrade u dve oblasti – slikarstvu i skulpturi. Godine 1986. se sa porodicom preselio u Cirih, gde je nastavio umetničku karijeru. Autor je monografije Vesela apokalipsa – umetnost Radovana Hiršla, obavljene je 2005. godine (Zürich/Solothurn: Nachtschatten Art, trojezično izdanje). Objavio je autobiografiju Žvaka za ludaka (Beograd: Prosveta, 2006). Autor je likovnih rešenja za omot gramofonskih ploča Jahači magle Bajage i Instruktora iz 1986. godine i Distorzija Električnog orgazma iz iste godine. Objavljivao je tekstove i priloge za likovne kataloge i priloge u časopisima Delo, Remont, NY Art Magazine.

## Bibliografija
- Vesela apokalipsa (2005)
- Žvaka za ludaka (2006)

## Literatura
- Hiršl, Radovan (2006). Žvaka za ludaka. Beograd: Prosveta. стр. 286. ISBN 86-07-01707-1.

## Spoljašnje veze
- Biografija